# Зорівка (Золотоніський район)
Зо́рівка — село в Україні, у Золотоніському районі Черкаської області, центр Зорівської сільської громади.
Село розташоване на річці Кропивні (басейн річки Золотоношки) за 20 км від районного центру — міста Золотоноша, за 13 км від залізничної станції Пальміра та за 11 км від автошляху О240501 (Пальміра — Чорнобай — Іркліїв). Населення — 851 особа.

## Історія
На місці сучасної Зорівки колись стояли чотири населені пункти: Зорівка, Чугуївка, Сотниківка та Мелесівка. Ці хутори були засновані у другій половині XVII століття. Поселення почалося з трьох родин запорізьких козаків — Зорі (від нього й утворилася назва), Андрейка та Гриня, які після ліквідації Запорозької Січі за царювання Катерини II поселилися на вільних землях біля річки Кропивка. Перша згадка в літописах — 1781 рік, де вказується, що на 1787 рік Зорин хутір налічував 31 мешканця та 18 хат, а вже в 1834 році — 13 дворів з населенням 143 особи.
Всі частини були приписані до Вознесінської церкви у Благовіщінському (Чугуївці), яка була до 1905 року приписана до Лукинської церкви у Львівці.
На 1910 рік у Зорівці проживало 476 осіб та було 100 господарств.
У 1927 році, напередодні примусової колективізації, створено Товариство спільної обробки землі (ТСОЗ), у 30-х роках — близько десятка артілей - колгоспів.
У роки радянсько-німецької війни 408 мешканців села воювали на фронтах, з них 120 нагороджені бойовими орденами і медалями. На честь 224 загиблих земляків у селі споруджено обеліск Слави.
Станом на початок 1970-х років у селі працювала середня школа, де навчалось 336 учнів, клуб на 400 місць, бібліотека з книжковим фондом 8,6 тисячі книг, фельдшерсько-акушерський пункт, пологовий будинок, 2 дитячих садків, побуткомбінат. В селі була розміщена центральна садиба колгоспу «Комуніст», що мав в користуванні 2,5 тисячі га сільськогосподарських угідь, у тому числі 2,4 тисячі га орної землі. Колгосп спеціалізувався на виробництві зерна і молока. Також в селі працювала електростанція, млин, лісопильня, цегельня.

## Сучасність
В селі діють загальноосвітня школа І-III ступенів, дитячий садок «Яблунька», фельдшерсько-акушерський пункт, Будинок культури, сільська бібліотека, поштове відділення зв'язку.

## Населення

### Мова
Розподіл населення за рідною мовою за даними перепису 2001 року:
| Мова       | Кількість | Відсоток |
| ---------- | --------- | -------- |
| українська | 836       | 98.24%   |
| російська  | 14        | 1.64%    |
| вірменська | 1         | 0.12%    |
| Усього     | 851       | 100%     |

## Відомі люди
Уродженець села А. С. Ковба був учасником штурму Зимового палацу, членом Золотоніського повітового ревкому в 1919 році.
Георгіївським хрестом чи Георгіївською медаллю нагороджені учасники Першої світової війни Андрейко Юхим Матвійович та Шевченко Володимир Корнійович (відзначений двома Георгіївськими хрестами).
Уродженцями села є:
- Андрейко Леонтій Матвійович (1907–1995) — кандидат ветеринарних наук;
- Андрейко Яків Теофанович (1939) — кандидат військових наук;
- Дикий Валерій Іванович (1949) — кандидат військових наук;
- Зоря Володимир Григорович (1949) — кандидат технічних наук;
- Зоря Сергій Юхимович (1931) — кандидат сільськогосподарських наук.

Нагороджені за працю:
- Ковба Борис Михайлович — майстер сільськогосподарського виробництва. Нагороджений орденом Трудового Червоного прапора (1971), ювілейною медаллю «За доблесну працю» (1970);
- Курятник Федір Миколайович — комбайнер, відзначений орденом Трудової Слави III ступеня (1978), бронзовою медаллю ВДНГ (1975), переможець соцзмагань (1976, 1977, 1979);
- Шелудько Василь Павлович — тракторист, переможець соцзмагань (1976), нагороджений орденом «Знак Пошани» (1965);
- Згуря Іван Костович — тракторист, нагороджений орденами Трудового Червоного прапора (1966), «Знак Пошани» (1973, 1977);
- Денисенко Василь Петрович (1926–2000) — голова колгоспу, нагороджений орденом Трудового Червоного прапора.

Поховані в селі:
- Прока Дмитро Пилипович, старший сержант Збройних сил України, учасник російсько-української війни.

## Галерея

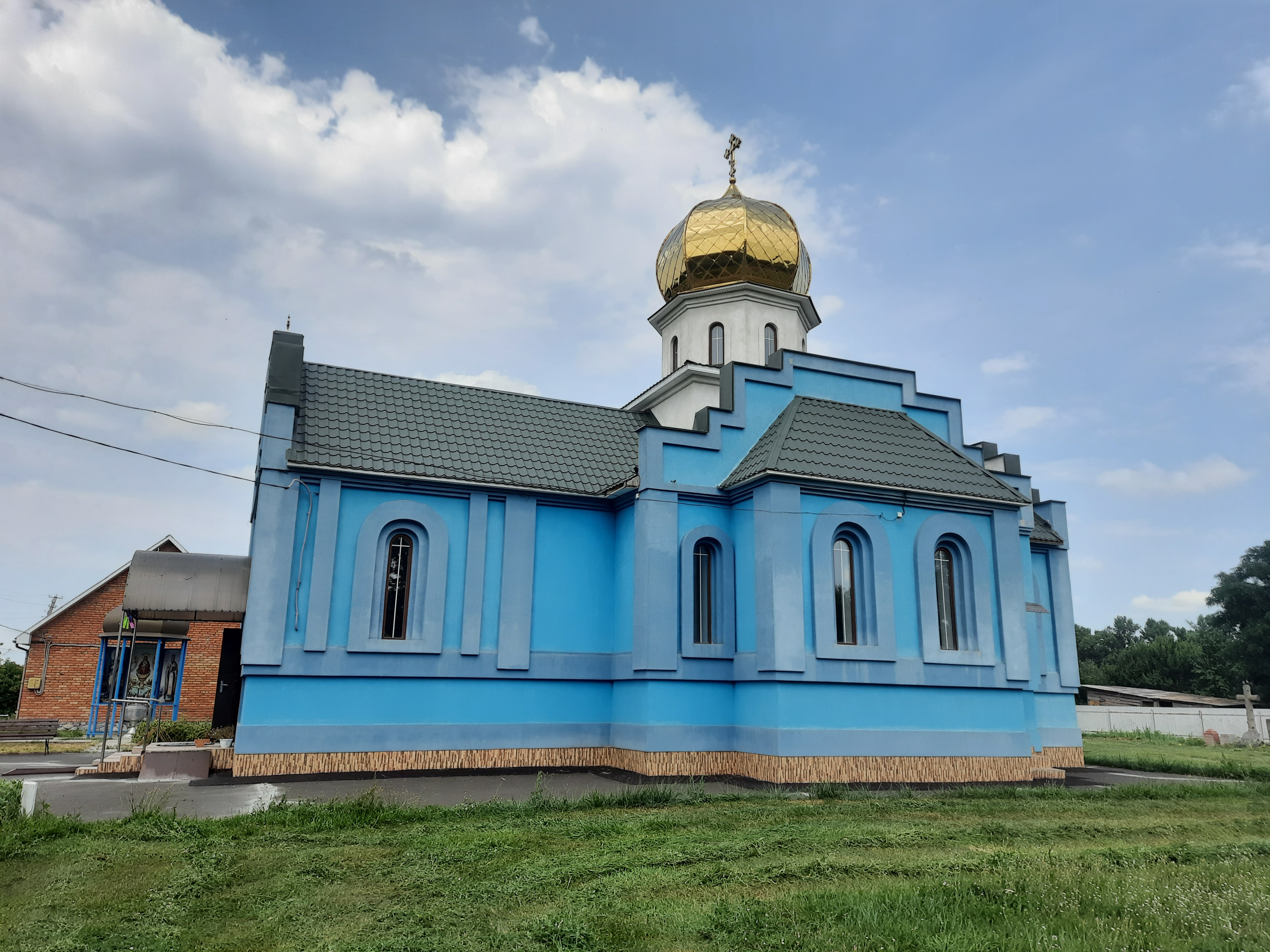
Миколаївська церква
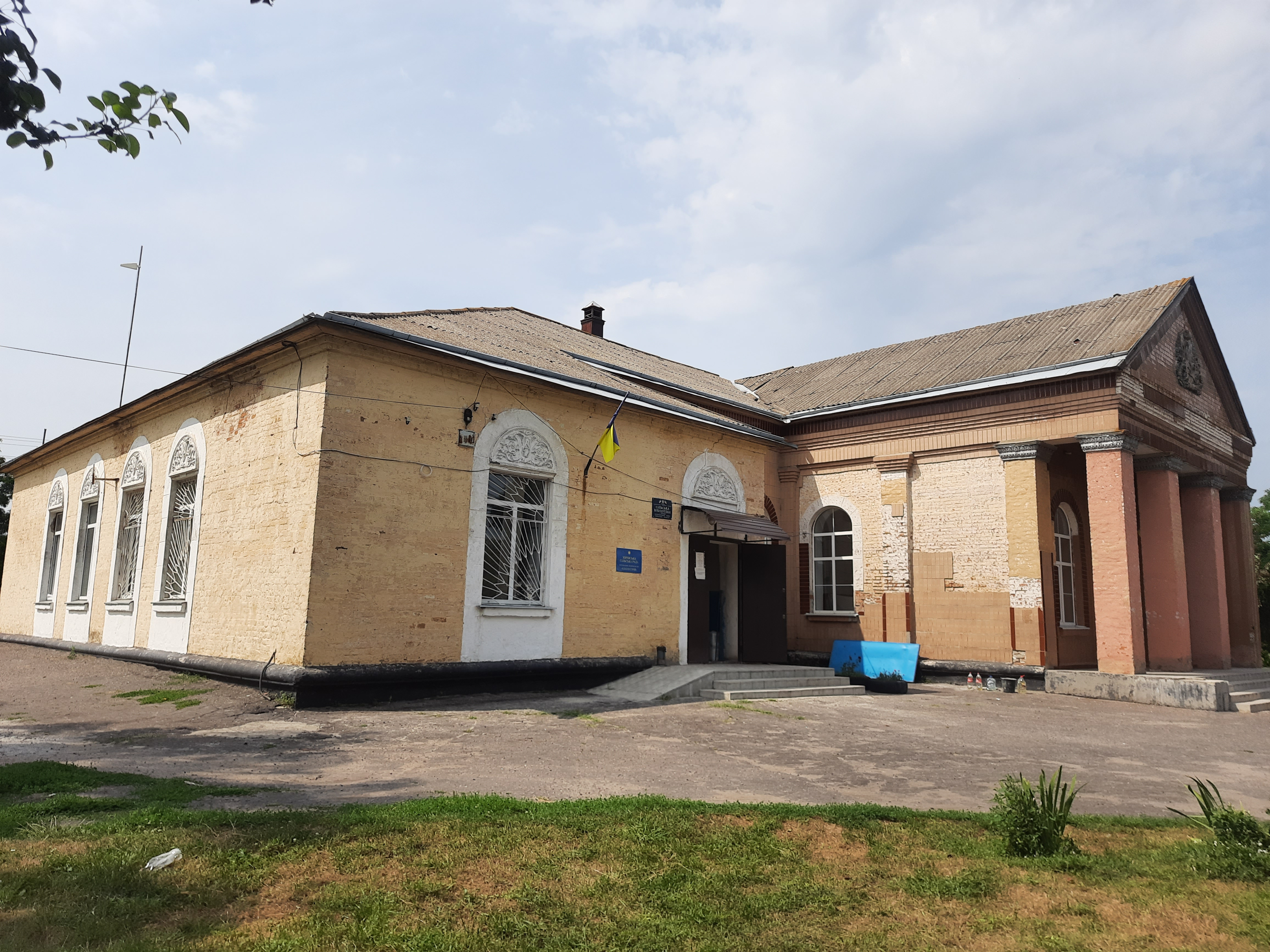
Будинок культури
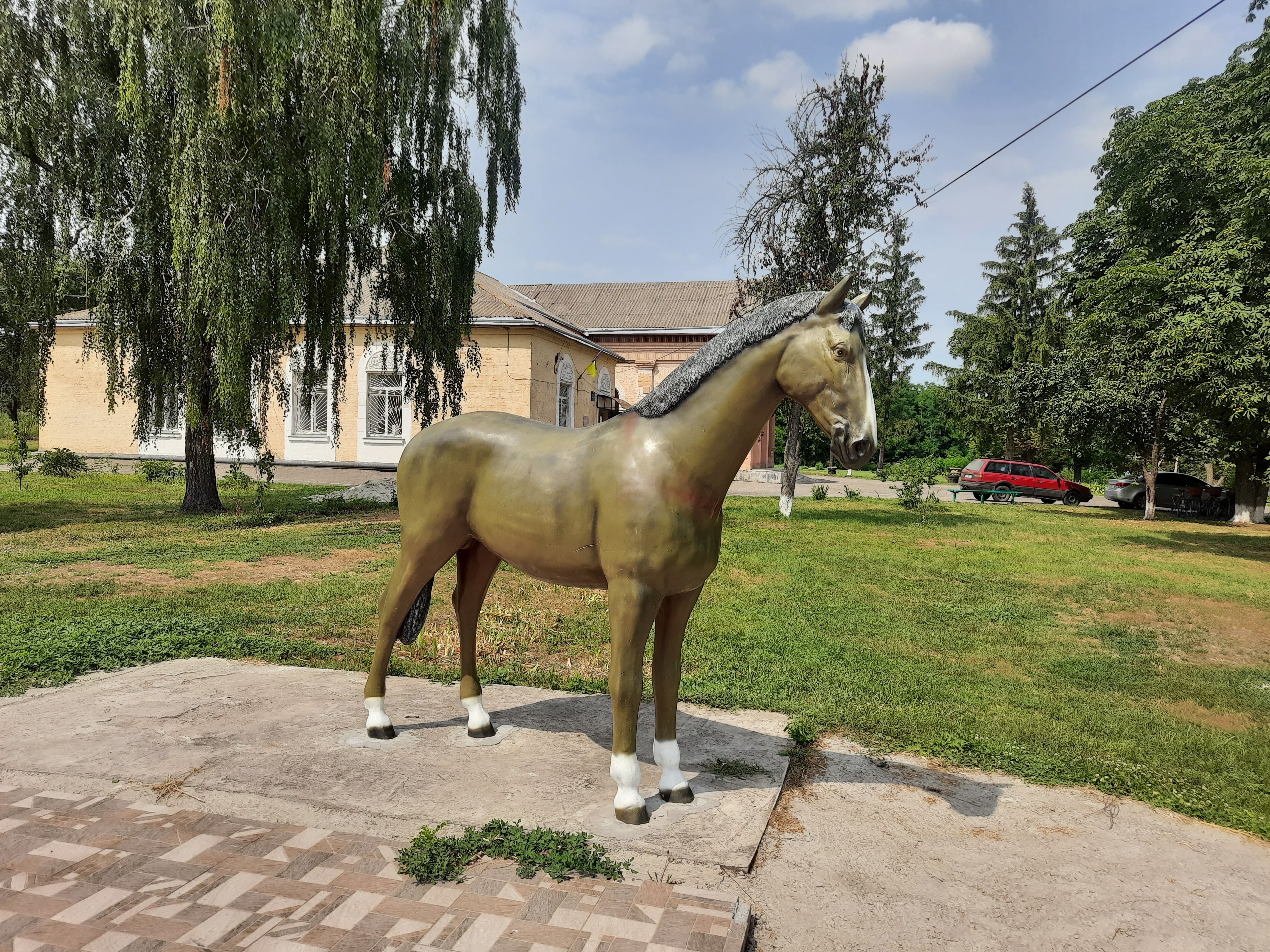
В центрі села
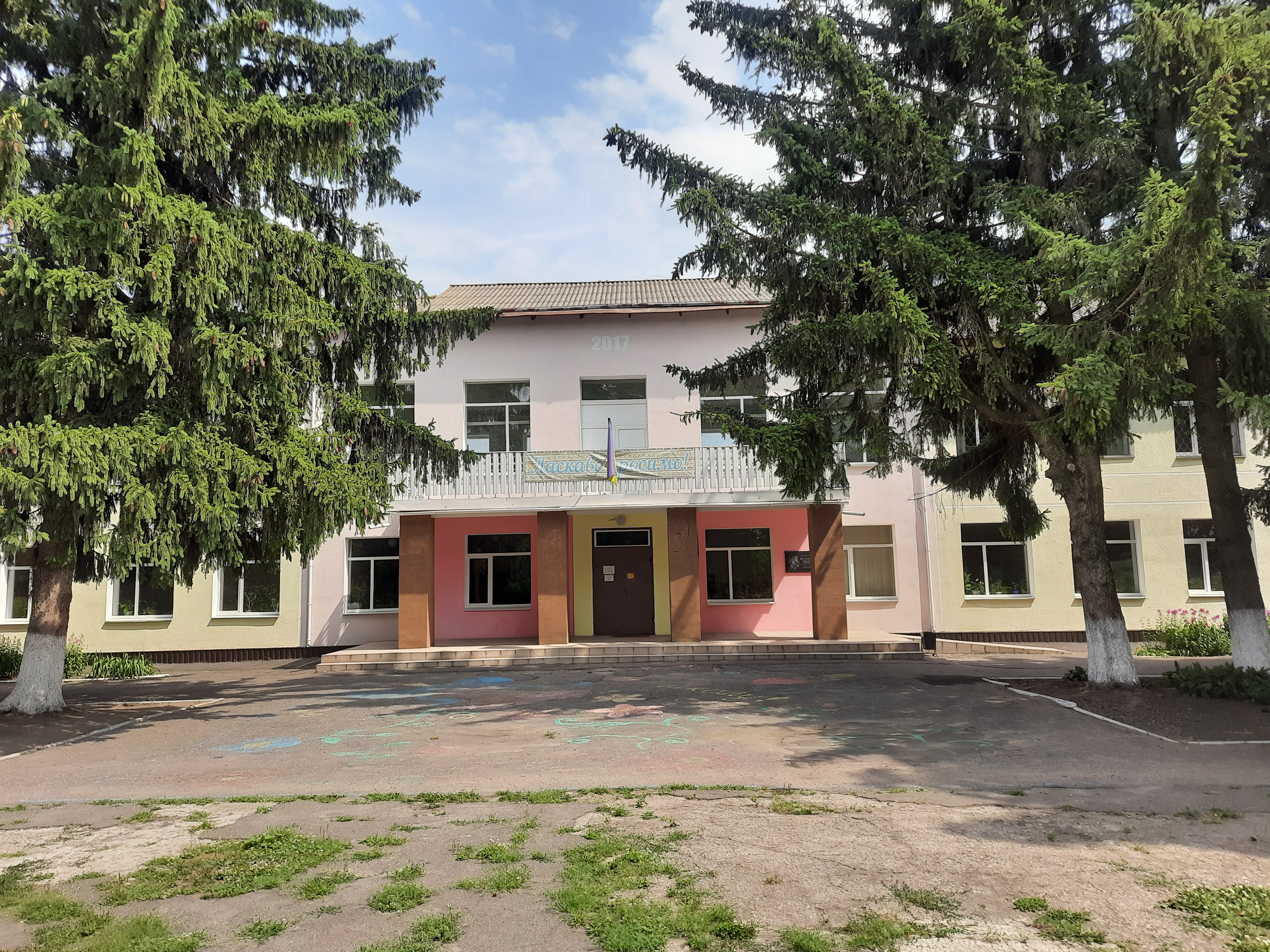
Школа
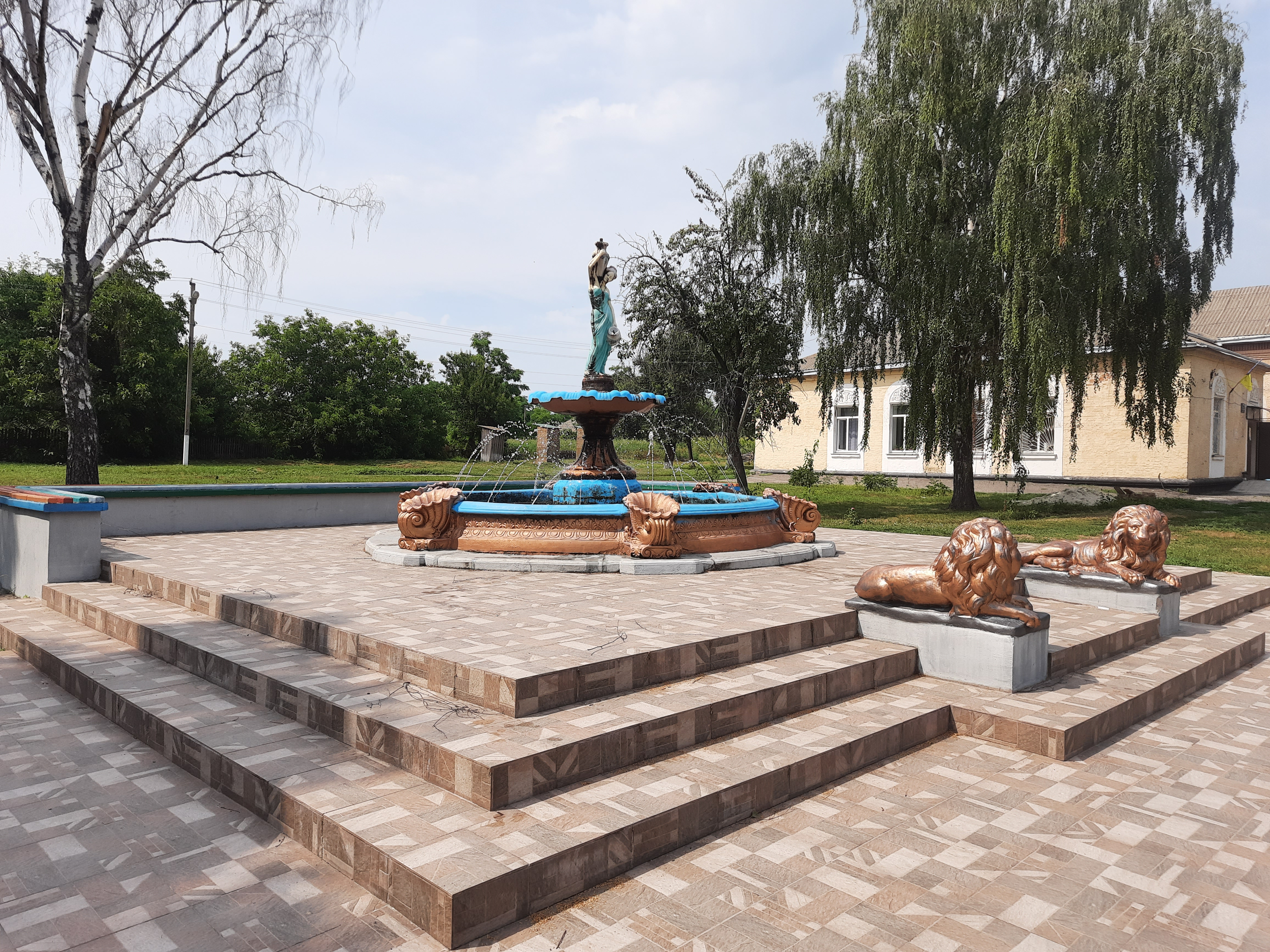
Фонтан
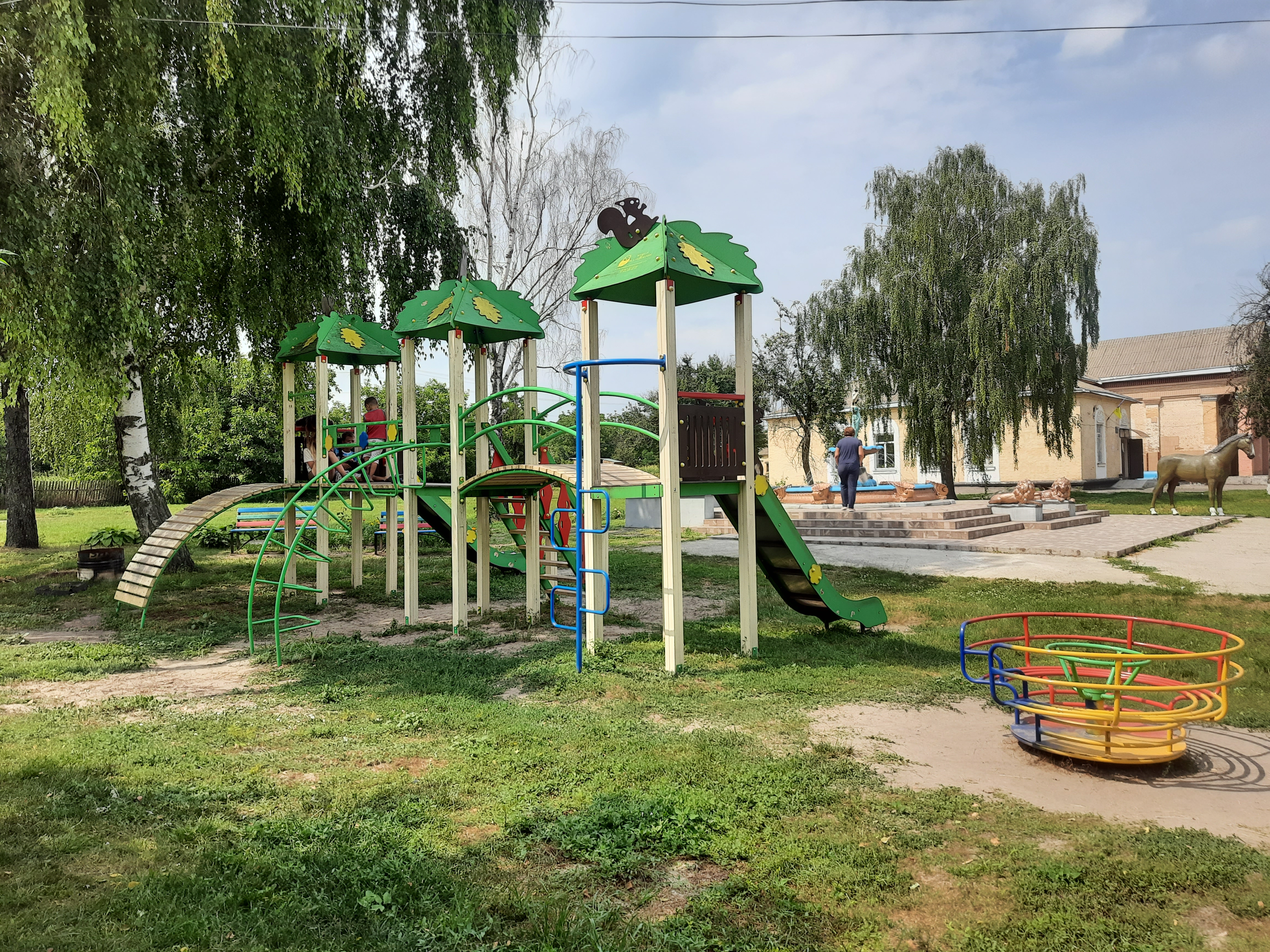
Дитячий майданчик

### Зовнішні посилання
- Інформація про село на who-is-who.com.ua
- Сайт села Зорівка [Архівовано 21 червня 2013 у Wayback Machine.]